# Lijst van weg- en veldkapellen in Meerssen
Dit is een onvolledige lijst van veldkapellen in de gemeente Meerssen. Kapelletjes komen vooral in het zuiden van Nederland voor en werden dikwijls gebouwd ter verering van een heilige.
| Kapel                                 | Adres                                         | Plaats             | Bouwperiode  | Architect   | Foto                                     |
| ------------------------------------- | --------------------------------------------- | ------------------ | ------------ | ----------- | ---------------------------------------- |
| Onze-Lieve-Vrouw-van-Banneuxkapel     | Brommelen                                     | Brommelen          |              |             |                                          |
| Lourdesgrot                           | hoek Kloosterweg-Dennenberg                   | Bunde              |              |             |                                          |
| Piëtakapel                            | Meerstraat                                    | Bunde              | 1928         |             |                                          |
| Mariakapel                            | Gank-Geulderlei                               | Geulle aan de Maas | 1889         |             | Mariakapel Geulle aan de Maas            |
| Sint-Antoniuskapel                    | Kerkplein                                     | Geulle aan de Maas | 1908         |             | Sint-Antoniuskapel Geulle aan de Maas    |
| Mariakapel                            | Hussenbergstraat-Cruisboomstraat              | Hussenberg         | 1960         |             | Mariakapel Hussenberg                    |
| Onze-Lieve-Vrouwekapel                | Kasenerweg                                    | Kasen              | 1880         |             |                                          |
| Mariakapel                            | Vliegveldweg-Groeneweg                        | Kasen              | 1912         |             | Mariakapel Kasen                         |
| Sint-Jozefkapel                       | Bunderstraat 156                              | Meerssen           | 1930         | August Hoen | Sint-Jozefkapel (Meerssen)               |
| Kerkhofkapel familie van Aubel        | Begraafplaats, Pastoor Nicolaas Creftenstraat | Meerssen           | 1920         |             | Begraafplaats van Aubel, Meerssen        |
| Kerkhofkapel familie Brouwers         | Begraafplaats, Pastoor Nicolaas Creftenstraat | Meerssen           | 1900         |             | Familiegraf familie Brouwers             |
| Kerkhofkapel familie Kleuters-Janssen | Begraafplaats, Pastoor Nicolaas Creftenstraat | Meerssen           | 1910         |             | Familiegraf Kleuters-Janssen             |
| Lourdesgrot                           | Kookstraat 37                                 | Meerssen           |              |             |                                          |
| Koningin der Vredekapel               | Markt                                         | Meerssen           | 1941         |             | Vredeskapel Meerssen                     |
| Mariakapel                            | Pastoor Dominicus Hexstraat bij 66            | Meerssen           |              |             |                                          |
| Heilig-Hartkapel (Vredeskapel)        | Moorveldsberg                                 | Moorveld           | 1947         |             | Heilig-Hartkapel Moorveld                |
| Onze-Lieve-Vrouw-van-Lourdeskapel     | Raar 51                                       | Raar               | 1814 en 1909 |             | Onze-Lieve-Vrouw-van-Lourdeskapel Raar   |
| Mariakapel                            | Raar                                          | Raar               | 1909         |             | Mariakapel Raar                          |
| Kruiskapel                            | Putstraat-Hekstraat                           | Schietecoven       |              |             | Kruiskapel Schietecoven                  |
| Sint-Gerarduskapel                    | Burgemeester Visscherstraat 64                | Ulestraten         | 1956         | Willems     |                                          |
| Mariakapel (niskapel)                 | De Sauveurstraat-Blockhuijsstraat             | Ulestraten         | 1982         |             | Mariakapel (Ulestraten)                  |
| Mariakapel (niskapel)                 | Sint Catharinastraat                          | Ulestraten         |              |             |                                          |
| Centenkapel                           | Groenstraat                                   | Ulestraten         | 1857         |             | Centenkapel                              |
| Onze-Lieve-Vrouw-van-Lourdeskapel     | Genzonweg                                     | Ulestraten-Genzon  | 1900         |             | Onze-Lieve-Vrouw-van-Lourdeskapel Genzon |
| Mariakapel                            | Weerterstraat-Fregatweg                       | Weert              | 1949         |             | Mariakapel Weert (Meerssen)              |